# Humberto Bernardo
Humberto Bernardo (20 de junho de 1972) é um apresentador de televisão e actor português.

## Trabalhos

### Apresentador de televisão
- Café Portugal, Canal 21 (TV Cabo) 2001
- Os Principais - 2ª série, RTP 1999
- Gala Nova Gente, RTP 1998
- Miss Portugal 97, RTP 1997
- Os Principais, RTP 1996-1997
- Aventura é Aventura, RTP 1996
- Minas e Armadilhas, SIC 1996
- Os Conquistadores, SIC 1995-1996
- Não Se Esqueça Da Escova De Dentes, SIC 1995
- Buéréré, SIC 1994
- Tudo ou Nada, SIC 1994

### Actor
- Protagonista da curta metragem A Árvore, de Bruno Alves, 2003
- Participação especial, em Fábrica de Anedotas, RTP 2002
- Participação especial, Tito em Uma Aventura na Televisão, SIC 2001
- Elenco principal, Rebelo da Silva em Almeida Garrett, RTP 2000
- Protagonista, Ecoman em Ecoman, RTP 1999
- Participação especial na curta metragem O Assassino da Voz Meiga, de Artur Ribeiro, 1993
- Elenco principal, Várias Personagens em Cara Chapada, SIC 1993
- Elenco principal, Várias Personagens em Jornalouco, SIC 1992